# Anton Hofer
Anton Hofer (Bolzano, 8 aprile 1888 – Bolzano, 1979) è stato un designer austriaco.

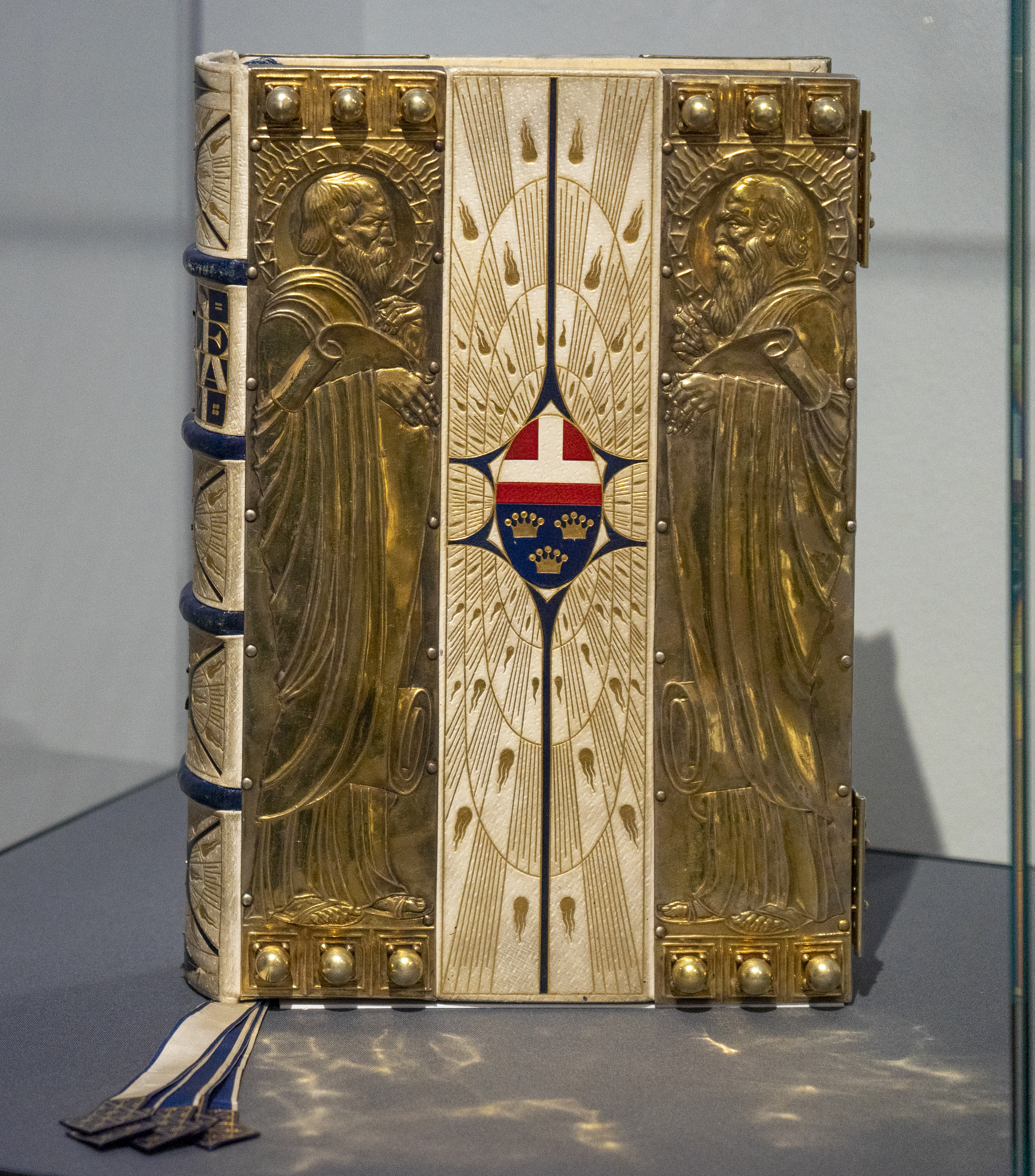
Messale di Anton Hofer, 1912

Dopo aver studiato tra il 1908 e il 1912 alla Imperialregia scuola professionale di artigianato artistico di Bolzano, Hofer frequentò i corsi di Koloman Moser alla Kunstgewerbeschule (Scuola di arti applicate) di Vienna, dove si occupò soprattutto di design tessile. Nel dopoguerra aderì alla Wiener Werkstätte, la comunità di produzione viennese fondata da Moser insieme a Josef Hoffmann e Fritz Wärndorfer. Nel 1910 entrò a far parte del Deutscher Werkbund (la "Lega tedesca artigiani"). Tornò e si stabilì a Bolzano nel 1921 dove lavorò come designer di mobili, tappeti, poster e piastrelle..